# ATP Challenger Arad
Das ATP Challenger Arad (offizieller Name: BRD Arad Challenger) war ein in den Jahren 2012 bis 2014 ausgetragenes Tennisturnier in Arad, Rumänien. Es war Teil der ATP Challenger Tour und wurde im Freien auf Sand ausgetragen. Antonio Veić ist mit drei Titeln im Doppel Rekordsieger des Turniers. Bereits 2010 fand an selber Stelle bereits ein Challenger-Turnier unter anderer Turnierlizenz in Arad statt.

## Liste der Sieger

### Einzel
| Jahr | Sieger           | Finalgegner      | Ergebnis         |
| ---- | ---------------- | ---------------- | ---------------- |
| 2014 | Damir Džumhur    | Pere Riba        | 6:4, 7:63        |
| 2013 | Adrian Ungur     | Marius Copil     | 6:4, 7:63        |
| 2012 | Facundo Bagnis   | Victor Hănescu   | 6:4, 6:4         |
| 2011 | keine Austragung | keine Austragung | keine Austragung |
| 2010 | David Guez       | Benoît Paire     | 6:3, 6:1         |

### Doppel
| Jahr | Sieger                                     | Finalgegner                          | Ergebnis          |
| ---- | ------------------------------------------ | ------------------------------------ | ----------------- |
| 2014 | Franko Škugor (2) Antonio Veić (3)         | Radu Albot Artem Sitak               | 6:4, 7:63         |
| 2013 | Franko Škugor (1) Antonio Veić (2)         | Facundo Bagnis Júlio César Campozano | 7:65, 4:6, [11:9] |
| 2012 | Nikola Mektić Antonio Veić (1)             | Marin Draganja Dino Marcan           | 7:65, 4:6, [10:3] |
| 2011 | keine Austragung                           | keine Austragung                     | keine Austragung  |
| 2010 | Daniel Muñoz de la Nava Sergio Pérez Pérez | Franko Škugor Ivan Zovko             | 6:4, 6:1          |